# Thomas Osborne, 1:e hertig av Leeds
Thomas Osborne, 1:e hertig av Leeds, född den 20 februari 1631, död den 26 juli 1712, var en engelsk statsman.

## Biografi
Leeds kom efter 1660 års restauration till hovet, beskyddades av hertigen av Buckingham, blev 1665 medlem av underhuset och gjorde sig först politiskt bemärkt genom sitt deltagande i Buckinghams anfall på lord Clarendon 1667. På den förres rekommendation blev Leeds, som 1673 upphöjdes till (skotsk) viscount Osborne, samma år riksskattmästare efter lord Clifford, fick samtidigt den engelska titeln viscount Latimer och blev 1674 earl av Danby.
Han var 1673-1678 Karl II:s ledande minister och förde som sådan en absolutistisk och strängt högkyrkligt protestantisk politik. Han genomdrev 1674 fredsslut med Holland och främjade giftermålet mellan Vilhelm av Oranien och den engelska prinsessan Maria (1677). Trots att han ogillade Karl II:s hemliga förbindelser med Frankrike, ansåg Leeds sig av omtanke om sin ställning nödsakad att tolerera dem och råkade därigenom in i en i längden ohållbar dubbelhet.
Denna kulminerade med att han 1678 på kungens begäran skriftligen anhöll om franska subsidier mot löfte om fred, samtidigt som han i parlamentet utverkade anslag för krig mot Frankrike. Genom en intrig blev hans brev (dock ej kungens därtill fogade gillande postscripta) bekantgjorda för underhuset, och Leeds ställdes genom impeachment under åtal inför överhuset för högförräderi (december 1678).
Därtill lades anklagelse för att han skulle ha främjat den romersk-katolska sammansvärjning, som Titus Oates påstod sig ha upptäckt. Genom en rad parlamentsupplösningar sköts målet dock åt sidan, men Leeds, som i april 1679 insatts i Towern, återfick först 1684 mot borgen friheten; fullständigt frikänd blev han 1685. 
Jakob II:s romaniserande politik drev småningom Leeds till försoning med whigledarna och verksam delaktighet i deras förbindelser med Vilhelm av Oranien. Han undertecknade (30 juni 1688) inkallelseskrivelsen till denne, belönades efter statsvälvningen med titeln markis av Caermarthen (1689) och blev samma år rådets president. 
Åren 1690-1695 var han Vilhelms och Marias ledande minister samt upphöjdes 1694 till hertig av Leeds. Alltsedan hatad och misstrodd av whigpartiet, blev han 1695 åtalad av underhuset för att ha låtit besticka sig av Ostindiska kompaniet till att skaffa det förmånliga privilegier. Han erkände gåvan, men saken fullföljdes ej; 1699 nedlade dock Leeds de flesta av sina ämbeten. Ännu 1711 intrigerade han, vid 80 års ålder, för att återfå sin forna ledande ställning i rådet. Hans efterlämnade papper förvaras mestadels i British Museum ("Osborne Papers").